# 浙江人
浙江人是指籍貫为浙江或者擁有浙江戶籍的人。
浙江在哲学、政治、军事、科技、文化、商业等各个领域都出现了不少人物。浙江也因此也有“东南财富地、江浙人文薮”之称。
2014年浙江侨情调查结果顯示：浙江籍海外华侨华人、港澳同胞有202.04万人，居住在省内的归侨、侨眷、港澳同胞眷属112．42万人，浙江省內常住人口5498万人，浙江籍海外华侨华人、港澳同胞主要分布在欧洲，占54.2％，亚洲其次，占20.8％，北美洲居第三，占19.6％；温州、丽水、宁波，分别占总量的34.1％、20.5％、19.6％。由浙江籍华侨华人为主（含港澳），或以浙江籍华侨华人为主要骨干的海外社团有735个，分布在68个国家和地区，海外华文学校有87所，华文媒体60家。浙江全省共有侨资企业2.11万余家。
浙江人也活躍於中國國內其他地區，省外浙江人達到了600多萬，佔浙江省總人口的10%左右，對中國其他地區的發展起到積極作用。

## 基因分析
浙江省汉人的父系血统具有24%的越人血统O1。
因为大量中亚穆斯伊朗人在浙江和南方城市有大量伊朗人从中亚移民。

## 领域

### 哲学、思想界
浙江籍人才荟萃，历史上有不少哲学家、思想家，例如王阳明。

### 政治、军事界
浙江在政治军事方面也有不少成就，在中国国民党和中华民国历史上，浙江籍的高级领导人占有相当大的比重（中常委湖州人占1/3），也有不少中国共产党高级领导人

### 文学界
浙江在中国文学史上具有重要的地位。据不完全统计，自汉至现代，浙江籍文学家载入史册者已逾千人，约占全国著名文学家的六分之一。浙江也是古代产生状元和进士最多的省份之一，浙江人习文尚儒之气自古风行。
东晋时代的谢灵运中国山水诗的开创者，沈约是六朝后期著名的史学家和文学家，修有二十四史之一的宋书。唐太宗著名的十八学士中有六人是浙江人，唐宋时期著名的诗人、词人还有虞世南、贺知章、骆宾王、刘禹锡、孟郊、朱淑真、周邦彦、陆游、张先、陈亮、吴文英、罗隐等。
清前期，发源于嘉兴的浙西词派和江南的其他词派（如常州词派、阳羡词派等）等争奇斗艳，形成了清代词文学的又一个高峰。袁枚是乾隆、嘉庆时期代表诗人，为“乾隆三大家”之一。此外还有二拍作者凌濛初。到20世纪，浙江更是涌现一大批文学家。出现了伟大的文学巨匠鲁迅、茅盾等享誉中外的文学名人。

### 科学技术界
到了近代，由于地处沿海更多的接触西方现代科学，在科学界的浙江人层出不穷。在1948年选出的首届中央研究院81名院士（包括人文组）中，有20位院士来自浙江，占近1/4。中华人民共和国成立以后的中国科学院和中国工程院“两院”院士（学部委员）中，浙江籍院士占了近1／5。

### 商界
湖州人沈万三是明初天下首富。清末镇海人叶澄衷是中国近代五金行业的先驱。以经营辑里丝起家的刘镛、张颂贤、庞云鏳、顾福昌这“四象”为首的湖州南浔商人是中国最早的强大商人群体。以虞洽卿、黄楚九、袁履登为代表的宁波商人曾经叱咤于当时的远东第一大城市上海。现代有名的商界人士。浙江先后产生过湖州商帮、龙游商帮、宁波商帮、温州商帮、义乌商帮等著名浙商群体。江浙财阀是国民政府的经济基础。